# Zamek w Starej Kamienicy
Zamek w Starej Kamienicy (niem. Schloss Alt Kemnitz) – zabytkowy zamek pochodzący z XVI wieku, położony w Starej Kamienicy, wsi w Polsce, w województwie dolnośląskim, w powiecie karkonoskim, w gminie Stara Kamienica. Wpisany jest do rejestru zabytków nieruchomych pod nr. A/762/1424.

## Historia

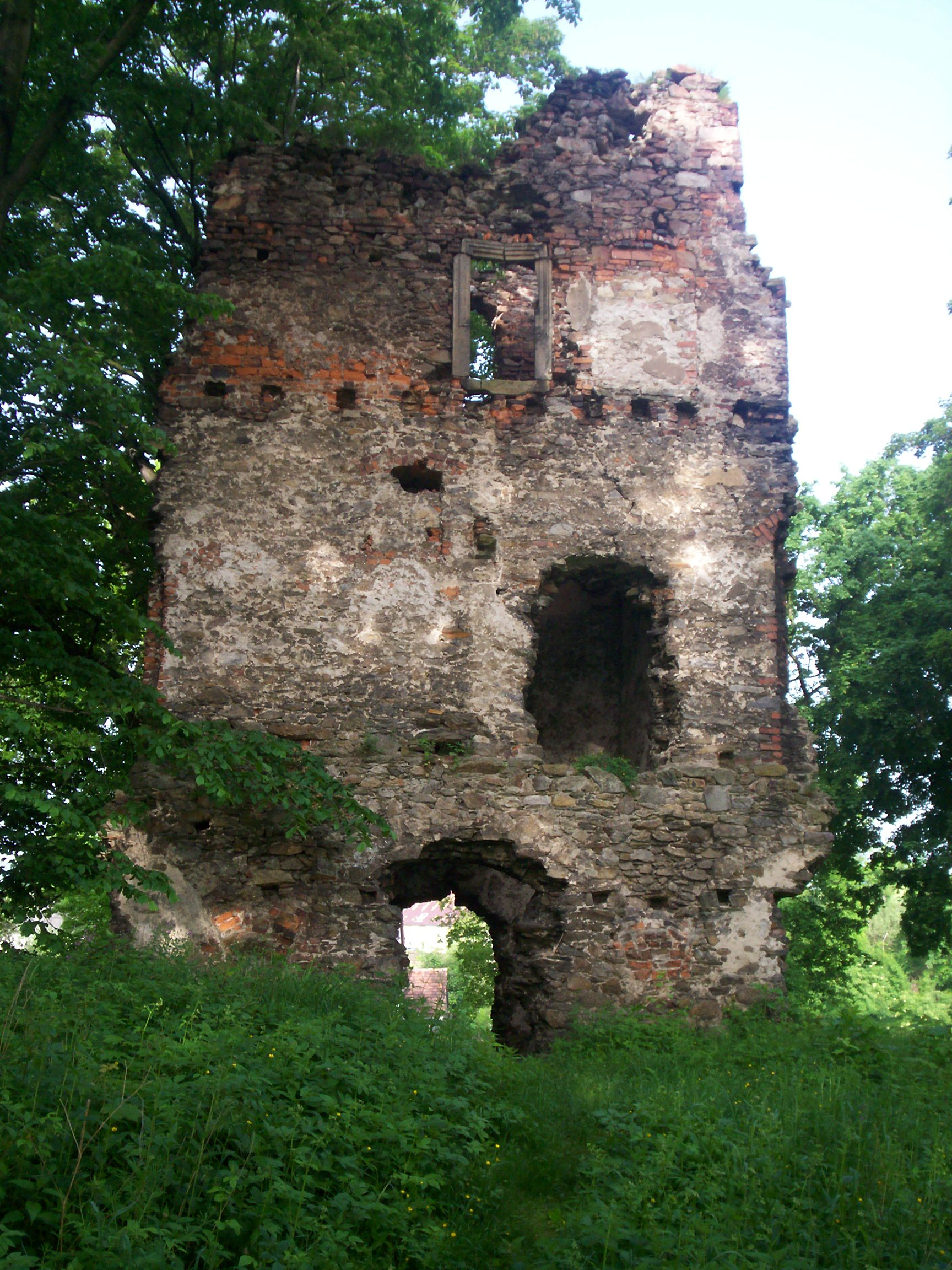
Ruiny wieży w 2008 roku

Przypuszczalnie już w XI lub XII wieku w miejscu późniejszego zamku w Starej Kamienicy mógł istnieć jeden grodów broniących granicy śląsko-czeskiej lub czesko-saskiej, a na początku XIII wieku mógł on zostać przekształcony w drewniano-ziemny zamek na potrzeby księcia Henryka II Pobożnego. Falsyfikat z przełomu XVI i XVII wieku wskazuje, iż został on w 1242 roku przekazany wraz z wsią kasztelanowi Siboto Scofowi, domniemanemu protoplaście rodu Schaffgotschów przez Bolesława II Rogatkę – badania wskazują, iż rodzina Schaff dopiero w drugiej połowie XIV wieku weszła w posiadanie Starej Kamienicy. Jeszcze w tym samym wieku znajdujący się tam zamek został rozbudowany, lecz niedługo potem został on zniszczony podczas wojen husyckich.
W 1550 roku Stara Kamienica stała się własnością Kaspara von Schaffgotsch. Za jego panowania w drugiej połowie XVI wieku doszło do przebudowy zamku, wskutek czego zyskał on styl renesansowy. Wskazuje na to inskrypcja z datą „1562” znajdująca się nad wejściem do zamku. 20 sierpnia 1616 roku doszło do pożaru zamku, w którym spłonął on doszczętnie, zachowały się jedynie stodoły i stajnie. Johann Ulrich Schaffgotsch szybko przystąpił do jego odbudowy, którą ukończono około 1630 roku. W 1640 roku zamek zajęły wojska szwedzkie gen. Torstena Stålhandskego, dokonując w nim licznych zniszczeń, a potem odbiły go wojska niemieckie.
W 1757 roku doszło do pożaru Starej Kamienicy, w której zniszczeniu uległ także zamek. Nie został on odbudowany i popadł w ruinę. Zamek sukcesywnie rozbierano jako źródło taniego materiału budowlanego, a wieża do końca XIX wieku była wykorzystywana na potrzeby składowania płodów rolnych.
Po zakończeniu II wojny światowej ruiny zamku weszły w zarząd Rolniczej Spółdzielni Produkcyjnej. W 2010 roku Fundacja Zamek Chudów rozpoczęła prace porządkowe przy zamku, a w 2015 roku częściową rekonstrukcję polegającą na odbudowę mostu, wieży i adaptacji piwnic. Most został odbudowany w 2016 roku, a w latach 2017–2019 odbudowano około połowę piwnic oraz wieżę.

## Architektura
Zamek w Starej Kamienicy wzniesiono z łamanego kamienia na planie zbliżonym do prostokąta o bokach 37×55 m. Został on otoczony fosą.
Miał on kompozycję dwuskrzydłową z dostawioną od strony zachodniej basztą. Najbardziej reprezentacyjne było skrzydło południowe z krużgankiem od strony dziedzińca. Wjazd do niego w czasach nowożytnych odbywał się od strony wschodniej czteroprzęsłowym kamiennym mostem.
Do współczesnych czasów zachowała się ruina wieży z reliktem kamieniarki okiennej, a także fundamenty budynków mieszkalnych z częściowo zasypanymi piwnicami oraz czteroprzęsłowy kamienny most. Założenie zamkowe uzupełniał park o powierzchni 6,5 ha.
Zamek zachowany jest jako trwała ruina i udostępniony jest do zwiedzania.

## Galeria

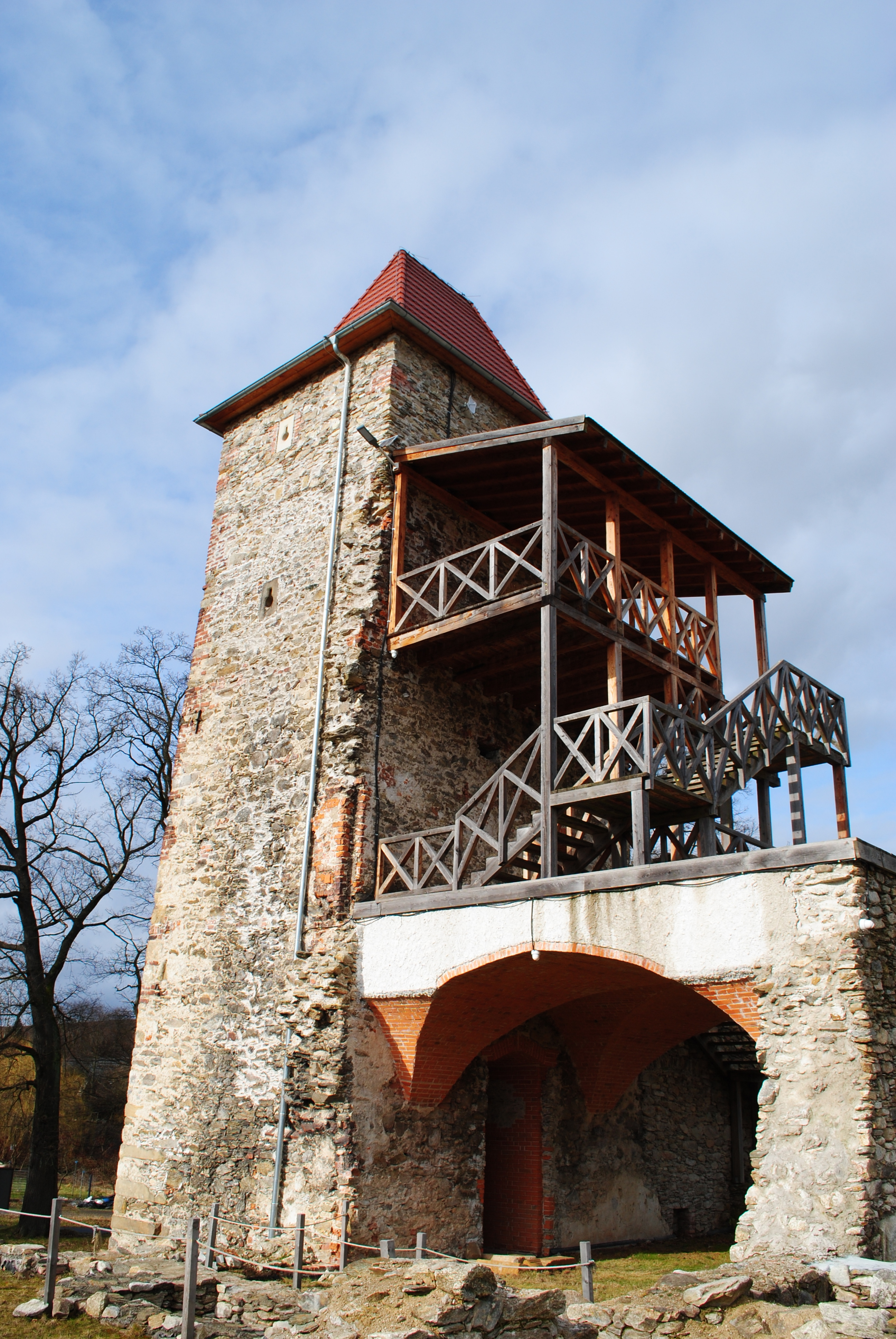
Zrekonstruowana wieża zamku (2024)
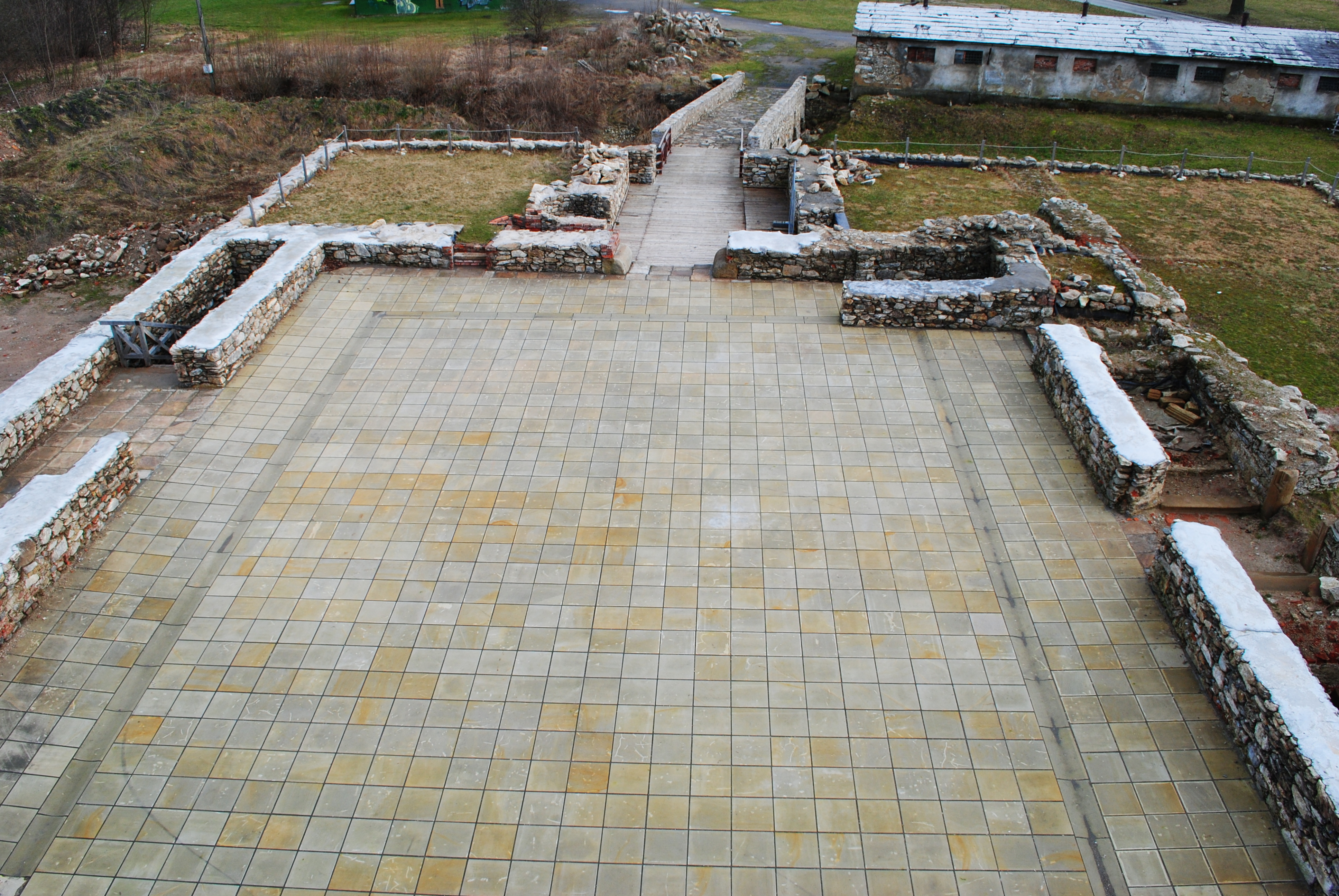
Dziedziniec zamku (2024)
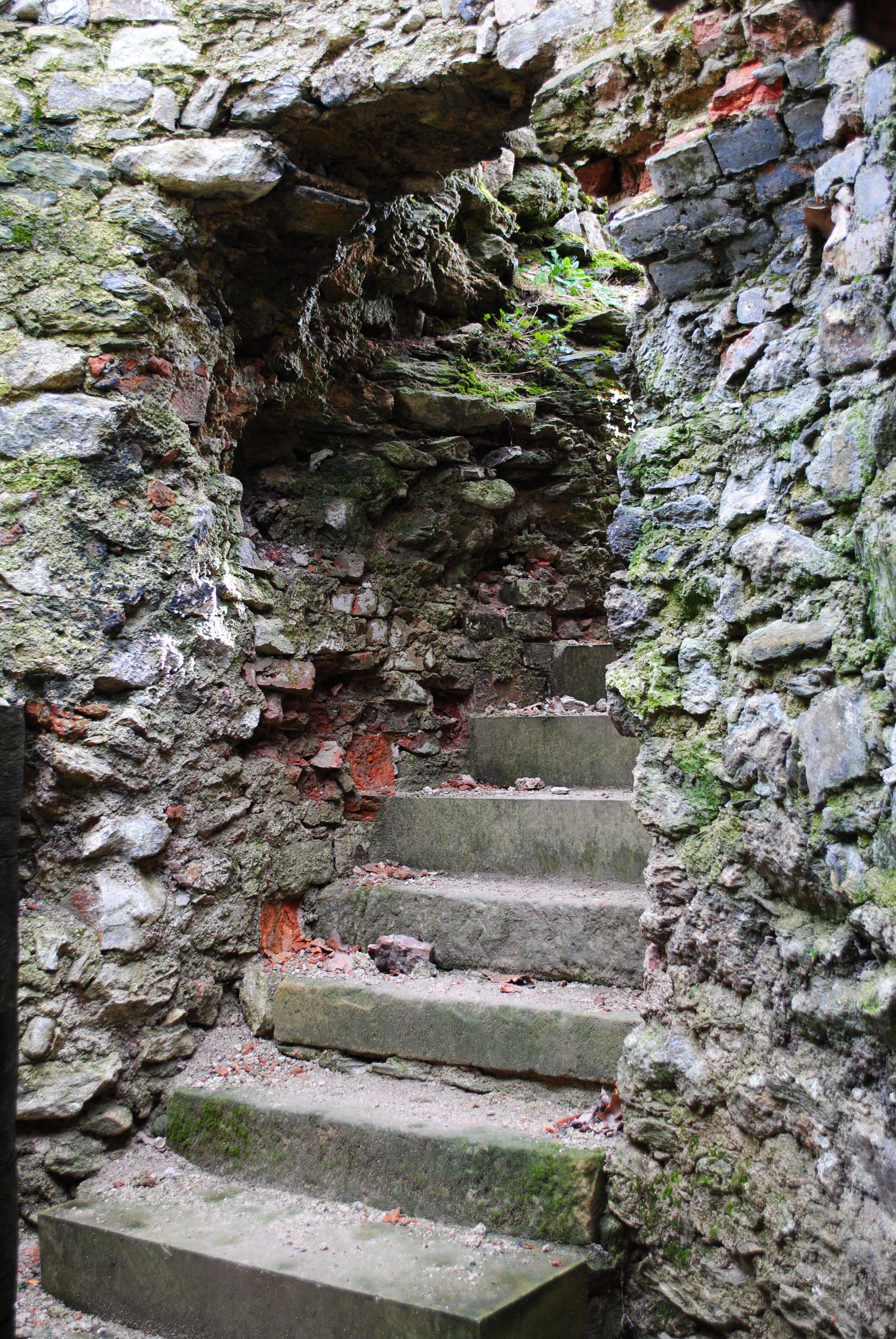
Jedno z wejść do piwnic zamku (2024)